# Guerre vénéto-ottomane (1463-1479)
Pour les articles homonymes, voir Guerre vénéto-ottomane.
Guerres vénéto-ottomanes
La guerre vénéto-ottomane de 1463 à 1479, aussi appelée première guerre vénéto-ottomane ou turco-vénitienne, est un conflit armé qui oppose la république de Venise et ses alliés à l'Empire ottoman de 1463 à 1479. Cette guerre a lieu peu de temps après la chute de Constantinople, et entraîne la perte de plusieurs possessions vénitiennes en Albanie et en Grèce, notamment l'île de Négrepont (ou Eubée), qui avait été un protectorat vénitien pendant des siècles. La guerre voit également l'expansion rapide de la marine ottomane, qui se montre capable de défier les Vénitiens et les Hospitaliers de l'ordre de Saint-Jean de Jérusalem pour la suprématie dans la mer Égée. Dans les dernières années de la guerre, cependant, la République réussit à acquérir de facto le royaume croisé de Chypre.

## Contexte
Après la quatrième croisade (1203-1204), les terres de l'Empire byzantin avaient été divisées entre plusieurs États croisés, marquant le début de la période connue en grec sous le nom de Francocratie. Malgré la résurgence de l'Empire byzantin sous la dynastie des Paléologues à la fin du XIIIe siècle, nombre de ces États latins survivent jusqu'à l'émergence d'une nouvelle puissance, l'Empire ottoman. Le plus puissant des États occidentaux contrôlant des territoires en Méditerranée orientale est la République de Venise, qui a fondé un vaste empire maritime et contrôle de nombreuses possessions côtières et îles dans les mers Adriatique, Ionienne et Égée. Lors de son premier conflit avec les Ottomans, Venise a déjà perdu la ville de Thessalonique en 1430, à la suite d'un long siège, mais le traité de paix qui en résulte laisse intactes les autres possessions vénitiennes.
En 1453, les Ottomans s'emparent de la capitale byzantine, Constantinople, et continuent à étendre leurs territoires dans les Balkans, en Asie mineure et en mer Égée. La Serbie est conquise en 1459, et les derniers vestiges byzantins, le despotat de Morée et l'empire de Trébizonde sont soumis en 1460-1461. Le duché de Naxos sous contrôle vénitien et les colonies génoises de Lesbos et de Chios sont devenus des vassaux en 1458, pour être annexés directement quatre ans plus tard. L'avancée ottomane menace donc les possessions de Venise dans le sud de la Grèce et, après la conquête ottomane de la Bosnie (en) en 1463, sur la côte adriatique,.

## Déroulement

### Début de la guerre
Selon l'historien grec Critobule d'Imbros, les hostilités éclatent à la suite de la fuite d'un esclave albanais appartenant au commandant ottoman d'Athènes vers la forteresse vénitienne de Coron (aujourd'hui Koroni) avec 100 000 aspres provenant du trésor de son maître. Le fugitif se convertit au christianisme et les autorités vénitiennes rejettent les demandes de restitution des Ottomans. Sous ce prétexte, en novembre 1462, Turahanoğlu Ömer Bey, le commandant ottoman de la Grèce centrale, attaque et réussit presque à prendre la forteresse vénitienne de Lépante, à haute valeur stratégique. Le 3 avril 1463, le gouverneur de la Morée, Isa-Beg Ishaković (en), s'empare par trahison de la ville d'Argos, tenue par les Vénitiens.
Bien que Venise, qui dépend du commerce avec les Ottomans, ait par le passé été réticente à les affronter en guerre, les exhortations du légat du pape, le cardinal Bessarion, et un discours passionné de Vettore Cappello (en), membre du Conseil des Dix, font pencher la balance du côté de la guerre et le 28 juillet, le Sénat vote de justesse la déclaration de guerre à la Sublime Porte. Le pape Pie II profite de cette occasion pour lancer une nouvelle croisade contre les Ottomans : le 12 septembre 1463, Venise et le roi de Hongrie Matthias Corvin signent une alliance, suivie le 19 octobre d'une alliance avec le pape et le duc Philippe le Bon de Bourgogne. Selon les termes du traité, en cas de victoire, les Balkans seraient divisés entre les alliés. La Morée et la côte grecque occidentale (Épire) reviendraient à Venise, la Hongrie aurait droit à la Bulgarie, la Serbie, la Bosnie et la Valachie, la principauté albanaise de Skanderbeg s'emparerait de la Macédoine, et les territoires européens restants des Ottomans, y compris Constantinople, formeraient un empire byzantin restauré et gouverné par les membres survivants de la famille Paléologue. Des négociations sont aussi entamées avec d'autres rivaux des Ottomans, tels que les Karamanides, Uzun Hassan et le khanat de Crimée.

### Campagnes en Morée et mer Égée (1463-1466)

Carte de la Morée au Moyen Âge

La nouvelle alliance lance une double offensive contre les Ottomans : une armée vénitienne, sous les ordres du Capitano Generale da Mar Alvise Loredan, débarque en Morée, tandis que Matthias Corvin envahit la Bosnie. Au même moment, Pie II commence à rassembler une armée à Ancône, espérant la diriger en personne.
Début août, les Vénitiens reprennent Argos et refortifient l'isthme de Corinthe, en restaurant le mur de l'Hexamilion et en l'équipant de nombreux canons. Ils entreprennent alors d'assiéger la forteresse de l'Acrocorinthe, qui contrôle le nord-est du Péloponnèse. Les Vénitiens affrontent à plusieurs reprises les défenseurs et les forces de Turahanoğlu Ömer Bey, jusqu'à ce qu'ils subissent une défaite majeure le 20 octobre, où le marquis Bertoldo d'Este trouve la mort. Les Vénitiens sont contraints de lever le siège et de se replier sur l'Hexamilion et sur Nauplie. En Bosnie, Matthias Corvin s'empare de plus de soixante places fortifiées et réussit à prendre sa capitale, Jajce, après un siège (en) de trois mois, le 16 décembre.
La réaction ottomane est aussi prompte que décisive : le sultan Mehmed II envoie son Grand Vizir, Mahmud Pacha Angelović, avec une armée contre les Vénitiens. Pour affronter la flotte vénitienne, qui a pris position à l'entrée du détroit des Dardanelles, le sultan ordonne en outre la création du nouveau chantier naval de Kadirga Limani dans la Corne d'Or (du nom de la galère de type "kadirga"), et de deux forts pour garder le détroit, Kilidulbahr et Sultaniye. La campagne de Morée tourne vite à l'avantage des Ottomans : bien qu'averti par Ömer Bey de la solidité des positions vénitiennes à l'Hexamilion, Mahmud Pacha décide de poursuivre sa marche, espérant les surprendre. Les Ottomans atteignent l'isthme juste à temps pour voir l'armée vénitienne, démoralisée et atteinte de dysenterie, quitter ses positions et faire voile vers Nauplie. L'armée ottomane rase l'Hexamilion et avance en Morée. Argos tombe, et plusieurs forts et localités qui avaient reconnu l'autorité vénitienne font allégeance aux Turcs. Zagan Pacha est à nouveau nommé gouverneur de la Morée, tandis qu'Ömer Bey reçoit l'armée de Mahmud Pacha et est chargé de conquérir les possessions de la République dans le sud du Péloponnèse, autour des deux forts de Coron et de Modon.
Mehmed II, qui suit Mahmud Pacha avec une autre armée en renfort, atteint Zeitounion (Lamia) avant d'être informé du succès de son vizir. Aussitôt, il se dirige vers le nord, en direction de la Bosnie ; mais la tentative du sultan de reprendre Jajce en juillet et août 1464 échoue, les Ottomans battant en retraite précipitamment face à l'armée de Corvin qui s'approche. Une nouvelle armée ottomane sous les ordres de Mahmud Pacha oblige alors Corvin à se retirer, mais Jajce n'est reprise que bien des années plus tard. La mort du pape Pie II le 15 août à Ancône met cependant fin à la croisade,.
Entre-temps, pour la campagne de 1464, la République a nommé le condottiere Sigismond Malatesta, seigneur de Rimini et l'un des plus brillants généraux italiens, commandant de l'armée en Morée ; mais les forces dont il dispose, composées en partie de mercenaires et stratioti, sont limitées et il ne peut pas faire grand-chose pendant son séjour en Morée. À son arrivée au milieu de l'été, il lance des attaques contre les forts ottomans et engage un siège à Mistra en août-octobre. Il ne parvient cependant pas à prendre le château et doit abandonner le siège à l'approche d'une force de secours placée sous les ordres d'Ömer Bey. La guerre à petite échelle se poursuit des deux côtés, avec des raids et des contre-raids, mais en raison du manque de troupes et d'argent, les Vénitiens restent largement confinés dans leurs bases fortifiées tandis que l'armée d'Ömer Bey quadrille le terrain. Les mercenaires employés par Venise sont mécontents de la mauvaise paye tandis que la Morée est ravagée, les villages abandonnés et les champs laissés à l'abandon. Le manque d'approvisionnements oblige Ömer Bey à se retirer à Athènes à l'automne 1465. Malatesta lui-même, désenchanté et de plus en plus désireux de retourner en Italie pour s'occuper des affaires de sa famille et de sa querelle avec la papauté, reste largement inactif tout au long de l'année 1465, malgré la relative faiblesse des garnisons ottomanes après le retrait d'Ömer Bey de la péninsule.
En mer Égée, le nouvel amiral vénitien, Orsato Giustinian, tente de prendre Lesbos au printemps 1464 et assiège la capitale Mytilène pendant six semaines, jusqu'à ce que l'arrivée d'une flotte ottomane sous les ordres de Mahmud Pacha, le 18 mai, l'oblige à se retirer. Une autre tentative de prise de l'île échoue également peu après et Giustinian meurt à Modon le 11 juillet. Son successeur, Jacopo Loredan, passe le reste de l'année à mener démonstrations de force finalement infructueuses devant les Dardanelles. Début 1465, Mehmed II envoie une proposition de paix au Sénat vénitien ; méfiant, celui-ci rejette l'offre. Peu de temps après, les Vénitiens sont entraînés dans un conflit avec les Hospitaliers de l'ordre de Saint-Jean de Jérusalem à Rhodes, qui attaquent un convoi vénitien transportant des marchands maures du sultanat mamelouk. Cet événement suscite la colère les Mamelouks, qui emprisonnent tous les sujets vénitiens vivant au Levant, et menacent d'entrer en guerre aux côtés des Ottomans. La flotte vénitienne, sous les ordres de Loredan, se rend à Rhodes avec ordre de libérer les Maures, y compris par force. Une guerre potentiellement catastrophique entre les deux grandes puissances chrétiennes de la mer Égée est finalement évitée et les marchands sont remis aux Vénitiens.
En 1465, les frères maniotes (en) Epifani et Krokodeilos Kladas (en) commandent des bandes de stratioti contre les Turcs dans le Magne (sud du Péloponnèse). Ils prennent possession au nom de Venise de la région de Vardounia (aujourd'hui Sminos).
En avril 1466, Vettore Cappello, le plus ardent belliciste, remplace Loredan comme Capitano Generale da Mar. Sous sa direction, l'effort de guerre vénitien est ravivé : la flotte prend les îles d'Imbros, de Thasos et de Samothrace dans le nord de la mer Égée, puis navigue dans le golfe Saronique. Le 12 juillet, Cappello débarque au Pirée et marche contre Athènes, la principale base des Ottomans. Il ne parvient cependant pas à prendre l'Acropole et est contraint de se replier sur Patras, alors assiégée par le provveditore de la Morée, Jacomo Barbarigo. Avant que Cappello ne puisse y arriver, et alors que la ville semble sur le point de tomber, Ömer apparait soudainement avec 12 000 cavaliers et chasse les assiégeants en infériorité numérique, faisant six cents morts et cent prisonniers sur une force de 2 000 hommes ; Barbarigo lui-même est tué, et son corps empalé. Cappello, qui arrive quelques jours plus tard, attaque les Ottomans, mais est lourdement vaincu. Démoralisé, il retourne à Négrepont avec les restes de son armée. Là, il tombe malade et meurt le 13 mars 1467. Négrepont est pris par les Turcs trois ans plus tard.

### Guerre en Albanie (1466-1467)

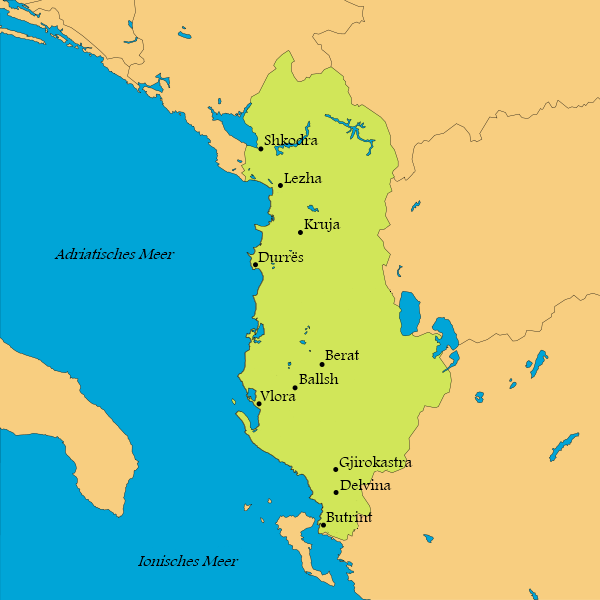
Carte de l'Albanie au Moyen Âge

Au printemps 1466, le sultan Mehmed II marche avec son armée contre les Albanais. Sous la direction de leur commandant, Skanderbeg, ils résistent depuis longtemps aux Ottomans et ont demandé à plusieurs reprises l'aide à Venise. Pour les Albanais, le déclenchement de la guerre ottomano-vénitienne offre une chance en or pour réaffirmer leur indépendance ; pour les Vénitiens, ces alliés fournissent une protection utile aux possessions côtières vénitiennes de Durazzo (Durrës) et Scutari (Shkodër ou Shkodra). Le seigneur monténégrin Ivan Crnojević (en), prince de Zeta, joue un rôle important dans la défense de Scutari qui le rend célèbre à Venise. Le principal résultat de cette campagne est la construction de la forteresse d'Elbasan. Cette forteresse située à un emplacement stratégique, dans les basses terres près de l'extrémité de l'ancienne Via Egnatia, coupe l'Albanie en deux, isolant la base de Skanderbeg dans les hautes terres du nord des possessions vénitiennes du sud. Cependant, après le retrait du sultan, Skanderbeg lui-même passe l'hiver en Italie, à la recherche d'aide. À son retour début 1467, ses forces descendent des hautes terres, battent Ballaban Badera et lèvent le siège de la forteresse de Croie (Krujë), et attaquent sans succès Elbasan,. Mehmed II répond en marchant à nouveau contre l'Albanie. Il poursuivit énergiquement les attaques contre les forteresses albanaises, tout en envoyant des détachements faire des raids sur les possessions vénitiennes pour les maintenir isolées. Les Ottomans échouent à nouveau à prendre Croie, et ne réussissent pas à soumettre le pays. Cependant, pendant l'hiver se déclare une épidémie de peste qui affaiblit la résistance locale. Skanderbeg meurt de la malaria dans la forteresse vénitienne de Lissus (Lezhë), mettant fin à la capacité de Venise à utiliser les seigneurs albanais pour son propre avantage. Les Albanais sont laissés à eux-mêmes et progressivement soumis au cours de la décennie suivante.

### Fin de la guerre et conséquences (1474-1479)
Après la mort de Skanderbeg, certaines garnisons albanaises du nord sous contrôle vénitien contrôlent encore des territoires convoités par les Ottomans, tels que Žabljak Crnojevića (en), Drisht, Lezhë et Shkodër. Mehmed II envoie ses armées prendre Shkodër en 1474 mais échoue. Il va ensuite personnellement diriger le siège de Shkodër en 1478-1479. Les Vénitiens et les habitants locaux résistent aux assauts et continuent à tenir la forteresse jusqu'à la fin de la guerre.
Le traité de Constantinople qui met fin à la guerre est signé le 25 janvier 1479. Le traité prévoit la remise aux Ottomans de Shkodër et de Lemnos, ainsi que les territoires conquis pendant la guerre ; les Ottomans conservent leurs conquêtes de Négrepont, Argos et Croie. Venise n'a plus que les forts de Navarin, Modon, Coron, Monemvasia et Lépante. La République doit en outre payer la somme de 100 000 ducats pour régler les dettes de ses négociants et 10 000 ducats pour le commerce en mer Noire. Ce traité consacre l'expansion ottomane dans les Balkans, au détriment de la Sérénissime.